# Petromyscus shortridgei
Petromyscus shortridgei is een zoogdier uit de familie van de Nesomyidae. De wetenschappelijke naam van de soort werd voor het eerst geldig gepubliceerd door Thomas in 1926.